# Макнил, Роберт Хатч
Роберт Хатч Макнил (англ. Robert H. (Hatch) McNeal; род. 1930, Ньюарк — 1988) — американский историк, специалист по истории СССР.
Окончил Йельский университет (бакалавр искусств, 1952). Степени магистра искусств (1954) и доктора философии Ph.D (1958) получил в Колумбийском университете.
С 1969 года работает в Массачусетском университете в Амхерсте, где в 1971—1975 годах был деканом исторического факультета.